# Idioma kariña
El kariña (también conocido como karibe, cariña, galibí, kali'na, kalihna, kalinya, caribe galibí, maraworno o marworno) es un idioma caribe, emparentada con el idioma pemón, hablado por los kariña, una etnia de unas 4450 personas en Venezuela y Brasil.
La lengua kariña es hablada en Venezuela, Guyana, Surinam, Guyana Francesa y Brasil.

## Clasificación
Kariña se clasifica como parte de las lenguas caribas, pero también como una lengua guiana.

## Distribución geográfica
Debido al contacto con los invasores del Kariña, algunos idiomas tienen incorporadas palabras del Kariña, a pesar de ser lingüísticamente arahuacas. Una lengua general basada en el caribe se usó una vez en las antiguas misiones del río Oyapoque y las regiones circundantes, aparentemente sobreviviendo al menos a lo largo del afluente de Uaçá en el siglo XX.
En Surinam, existe una zona llamada Konomerume, ubicada cerca del río Wajambo. Allí residen aproximadamente 349 personas, la mayoría de las cuales se identifica étnicamente como kariña. En cuanto al conocimiento del idioma, se informa que los adultos poseen al menos un dominio aceptable de la lengua.
Los mayores de 65 años utilizan el kariña como idioma principal en la comunicación dentro de la comunidad. Los hablantes de entre 45 y 65 años tienden a usarlo únicamente al interactuar con personas mayores o con miembros mayores de su familia, mientras que en la mayoría de los contextos cotidianos emplean los idiomas oficiales: el neerlandés y el sranan tongo.
Los adultos más jóvenes, de entre 20 y 40 años, en su mayoría comprenden el idioma pero no lo hablan activamente. En cuanto a los niños, aprenden algunos aspectos del kariña en la escuela, aunque no lo adquieren como lengua materna.
Hay un intento de revivir las tradiciones caribes, incluido el idioma, por algunas de las 500 personas de caribes descendientes en Trinidad.

### Dialectos
Dialectos del kariña (con el número de hablantes indicado entre paréntesis):
- Caribe Venezolano (1000)
- Caribe caribeño (2000)
- Caribe Surinamés Occidental (500)
- Surinam oriental y caribe guyanés francés (3000)

El dialecto de Surinam tiene dos dialectos del kariña: Aretyry, que se habla en las partes oeste y central del país, y Tyrewuju, que es lo que usa la mayoría de los hablantes de kariña en Surinam.

## Estructura del idioma

### Alfabeto
El alfabeto caribe consiste en 15 letras: a, e, i, j, k, `, m, n, o, p, r, s, t, u, w, y.

### Fonología
En el idioma Kariña, hay cuatro patrones de sílabas: V, CV, VC, CVC; C representa consonantes mientras que V significa vocal. Con respecto a los fonemas, las consonantes se dividen en dos grupos: obstructores (paradas sin voz: p, t, k) y resonantes (paradas con voz: b, d, g, s).
Kariña tiene un sistema típico de 6 vocales después de * ô combinado con * o, siendo un e i o u ï. En comparación con el pasado Kariña, el actual Kariña ha reemplazado la e en muchas palabras por o.

### Gramática
Hay 17 partículas dentro del Kariña que incluyen el prefijo ky- y el sufijo -ng.

### Vocabulario
Los cuatro dialectos del Kariña tienen palabras prestadas del idioma principal de la zona (Brasil, Surinam, Guyana, Guayana Francesa). Por ejemplo, el Kariña hablado en Surinam toma prestadas palabras del holandés y Sranan tongo. 

## Ejemplos
|                          | Kariña Moderno |
| ------------------------ | -------------- |
| Dos                      | oko            |
| Piedra                   | topu           |
| Pulga                    | siko           |
| Montaña                  | wipi           |
| Hacha                    | wïwï           |
| Persona                  | itoto          |
| Alguien quien fue cavado | Ø-atoka-apo    |
| Alguien quien fue        | i-tjoroty-ypo  |

Algunas de las palabras muestran casos en los que la e ha sido reemplazada por o en el Kariña actual. Las dos declaraciones debajo de las palabras singulares muestran ejemplos de dos sufijos.